# Matten bei Interlaken
Matten bei Interlaken je obec v kantonu Bern, v okrese Interlaken-Oberhasli. Žije zde přibližně 4 100 obyvatel.

## Geografie

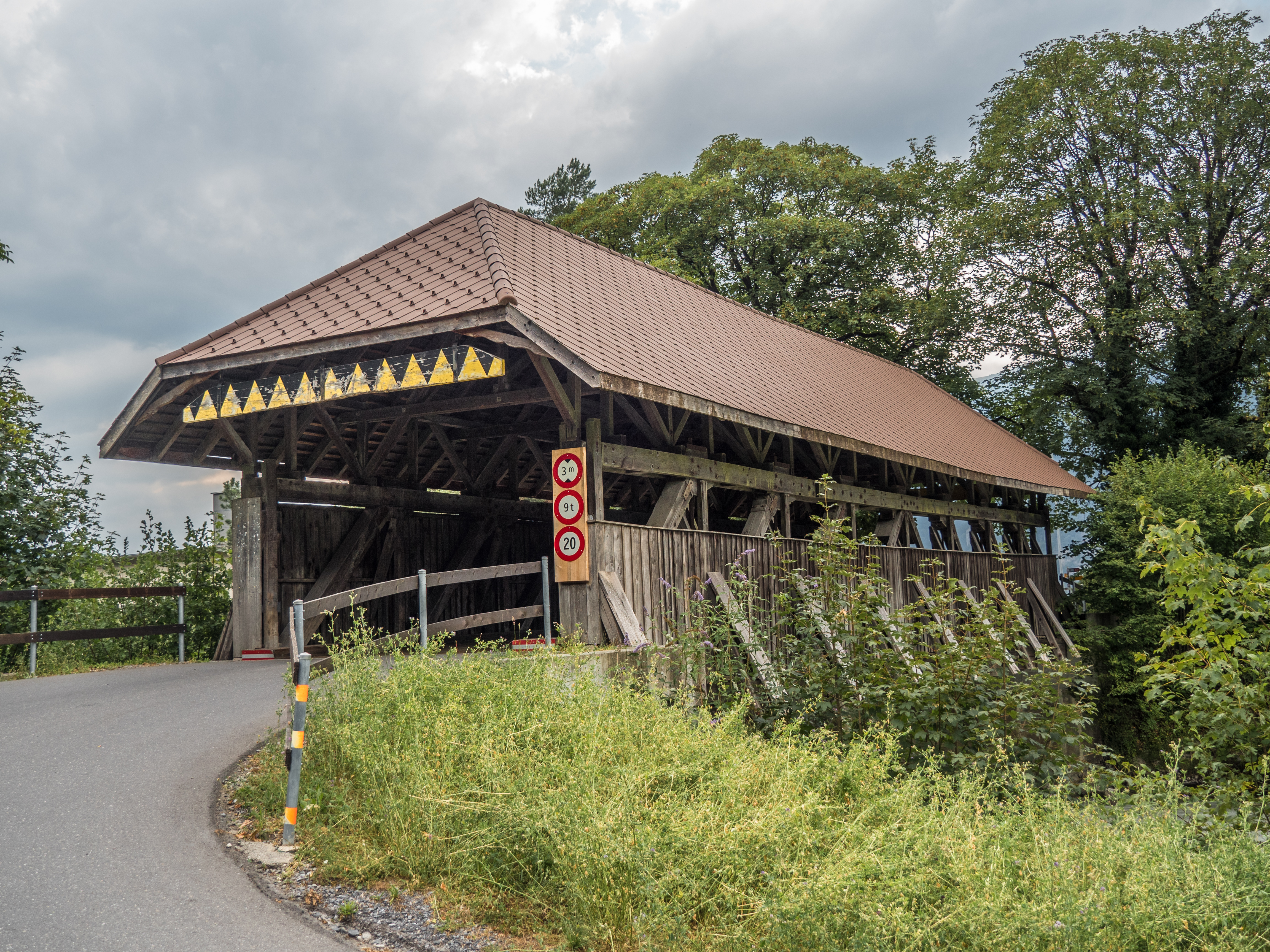
Historický most mezi Mattenem a Bönigenem

Matten bei Interlaken se nachází v pohoří Berner Oberland v Bernských Alpách, na náplavové rovině tvořené Thunským a Brienzským jezerem, která je známá jako „Bödeli“. Sousedními obcemi ve směru hodinových ručiček od severu jsou Interlaken, Bönigen, Gsteigwiler, Wilderswil a Därligen. Na západě Matten sousedí s úpatím hřebene Abendberg, velkým a malým Rugenem. Na jihu tvoří část Aenderbergu enklávu v rámci obce Matten. Obce Matten, Unterseen a Interlaken tvoří dohromady ucelenou zastavěnou oblast.
Církevně Matten patří do farnosti Gsteig bei Interlaken.

## Historie

Hotel Mattenhof na historickém snímku

V sedmém století našeho letopočtu se na území dnešní obce poprvé usadili Alamani, kteří vytlačili Kelty, kteří již byli přítomni v okolních údolích. První písemná zmínka o obci jako inter lacus Madon pochází z 8. listopadu 1133 z listu německého císaře Lothara III. Je známo, že mnoho lidí z Madonu se hlásilo jako žoldnéři do cizích služeb.
Za mezník v historii této obce lze považovat slavnost Unspunnen, která se poprvé konala v roce 1805. Matten těžil také z rozmachu turistiky v oblasti Berner Oberland v 19. století, jehož výsledkem byla stavba dvou velkých hotelů „Jungfraublick“ (1863) a „Mattenhof“ (1870). Druhý jmenovaný sloužil během druhé světové války jako vojenská nemocnice.
Během druhé světové války bylo na území obce vybudováno vojenské letiště Interlaken. Za tímto účelem byl odvodněn velký kus půdy na jihovýchodě obce. Od roku 2003 již toto území nemá žádný vojenský význam. Rozsáhlé plochy jsou využívány především k chovu hospodářských zvířat. Na této rovinaté ploše se také stále častěji pořádají velké akce. Na místě letiště byl také vybudován Mystery Park (od roku 2010 JungfrauPark).

## Obyvatelstvo
| Rok            | 1764 | 1850 | 1880 | 1900 | 1930 | 1950 | 1980 | 1990 | 2000 | 2010 | 2015 | 2019 | 2023 |
| Počet obyvatel | 372  | 795  | 1357 | 1602 | 1813 | 2183 | 2936 | 3245 | 3671 | 3781 | 3916 | 4115 | 4195 |

## Hospodářství
Vzhledem k tomu, že obce Unterseen, Interlaken a Matten se rozrostly společně, jsou úzce propojeny i hospodářsky. Důležitou roli pro obce hraje cestovní ruch. V Mattenu se nachází Balmers Herberge, který je známý mezi pěšími turisty. Tellovo divadlo pod širým nebem , které se nachází na katastru Mattenu, přitahuje v létě mnoho turistů. Další turistickou atrakcí v Mattenu je Mystery Park.
Uzavřením vojenského letiště přišla obec Matten a celé Bödeli o pracovní místa. Přestože je obec dosud charakteristická zemědělstvím, v zemědělství jsou zaměstnána již jen 4 % práceschopného obyvatelstva.
V Matten bei Interlaken se nachází pivovar Rugenbräu.

## Doprava
Obec nemá železniční spojení, nejbližší stanice se nachází v Interlakenu. Do Wilderswilu a Interlakenu jezdí každou hodinu autobusová linka, kterou provozuje společnost Postauto.